# Armissan
Armissan es una localidad  y comuna francesa, situada en el departamento del Aude en la región de Languedoc-Rosellón.
A sus habitantes se les conoce por el gentilicio Armissannais.

## Demografía
| 594 | 667 | 687 | 935 | 1252 | 1211 |
| Para los censos de 1962 a 1999 la población legal corresponde a la población sin duplicidades (Fuente: INSEE [Consultar]) |     |     |     |      |      |

(Población sans doubles comptes según la metodología del INSEE).

## Lugares de interés
- Castillo de Armissan